# San Giovanni Incarico
San Giovanni Incarico es una comune italiana situada en la provincia de Frosinone, en Lacio. Tiene una población estimada, a fines de 2022, de 3081 habitantes.

## Evolución demográfica
| Gráfica de evolución demográfica de San Giovanni Incarico entre 1861 y 2022 |
|                                                                             |
| Fuente: ISTAT - Elaboración gráfica de Wikipedia                            |